# Pavel Skramlík
Pavel Skramlík (* 10. srpna 1950 Praha) je český sportovní novinář, bloger, spisovatel a vydavatel. Od roku 2010 používá v literární tvorbě pseudonym Felix Boom.

## Život
Pochází z České Lípy, mezi jeho předky patřil mj. rytíř Emilián Skramlík, pražský purkmistr v letech 1876 až 1882. Pavel Skramlík vyrostl v rodině, kde rodiče neměli vyšší vzdělání, pouze základní a učňovské. Nenaplnil přání svých rodičů, aby se stal řemeslníkem, hudebníkem, lékařem nebo knězem.
Vystudoval gymnázium v Č. Lípě, pak studoval na tehdejší Fakultě sociálních věd a publicistiky Univerzity Karlovy. V médiích působil od roku 1969 už od dob studií. V letech 1974–1978 pracoval v Zemědělských novinách. V letech 1978–1982 si odpykával trest za údajnou účast na loupeži ve věznici v Minkovicích. Jeho spoluvězni byli mj. Petr Cibulka, Jiří Wolf, Jiří Gruntorád, Jiří Chum a další disidenti. V roce 1984 publikoval pod vlastním jménem svou první knihu o historii klubu Bohemians Praha, která byla bestselerem, stejně jako jeho druhá publikace Patino (memoáry fotbalového internacionála Karola Dobiaše) z roku 1992. V letech 1984–1988 byl sekretářem fotbalového klubu Bohemians Praha. Po sametové revoluci se k 1. lednu 1990 stal vedoucím sportovního oddělení obnoveného deníku Lidové noviny, poté v letech 1992–2001 působil v bulvárním deníku Blesk, své profesní působení v řadě redakcí uzavřel v r. 2012 na TV Nova odchodem do důchodu a v r. 2016, kdy opustil jako šéfeditor redakci časopisu Hattrick, specializovaného na fotbal. Právě fotbal byl jeho životním odborným tématem, věnoval se zejména investigativní sportovní žurnalistice. S fotbalem sjezdil velký kus světa včetně světových, evropských šampionátů, olympijských her atd. Nyní se věnuje pouze psaní knih a speciálním projektům, dosud vydal zhruba 30 autorských knih.  Výjimkou v jeho působení jsou léta 2003 až 2006, kdy pracoval jako mediální ředitel vydavatelství 100+1 a byl rovněž šéfredaktorem časopisu Svět vědy. 
Do roku 2010 psal knihy se sportovní tematikou, poté se stala jeho prioritou beletrie. Do české prozaické tvorby významně zasáhl romány Ježíš Kristus výtržník aneb Třetí zákon, Kiosek na pláži, Lepší svět a Plán umírání. V poezii se uplatnil básnickou sbírkou Oči v srdci na dlani, v níž převažují milostná témata. Její vyznění akcentoval svými ilustracemi přední karikaturista a kreslíř Emil Šourek. V červenci roku 2019 publikoval závažnou historicko-společenskou studii o nejmodernějších dějinách Československa a České republiky pod titulem Špatný princip státu s podtitulem Rozkradený ráj demokracie. Jeho posledním románem je kniha Převrat za humny z roku 2023, příběh ve stylu britského autora bestsellerů Frederika Forsytha. Je vložený do blízké budoucnosti a je o vojenském převratu v Bělorusku. Není členem žádné spisovatelské organizace. Vystoupil z Obce spisovatelů ČR v r. 2016. Vyjádřil tím své mínění, že spisovatelské organizace v ČR jsou nyní formální a účelové, nulitní významem a vlivem, bez respektu. Celostátní literární soutěže s lukrativními finančními odměnami považuje za předem "propachtovaná" veřejná divadla pro veřejnost. Podle jeho mínění skutečná česká literární scéna vlastně neexistuje a je v hlubokém úpadku bez reálného významu.
S poslední manželkou advokátkou Klárou Samkovou (do r. 2017) založili vydavatelství BLINKR s.r.o., které funguje dodnes. Samková vstoupila do politiky v letech 1990 - 1992 jako poslankyně posledního československého federálního parlamentu, poté se už ani v dalších politických uskupeních neuplatnila. Kandidovala však na úřad prezidenta ČR v roce 2014. Společně založili vydavatelství BLINKR s.r.o. v roce 2010, které je stále aktivní. Rozkol však utlumil činnost aktivity Literární salon BLINKR v Praze, jenž byl považován vzhledem k účasti exkluzivních hostů, publika a svobodné debatní atmosféře za prestižní klub literátů, umělců a intelektuálů.

## Literární dílo
Pod svým jménem
- Bohemians 1905 - 1985, 80 let zelenobílé kopané (1984) - publikace o klubu Bohemians Praha
- Karol Dobiaš - Patino, O fotbalistovi, který chtěl stále jen vyhrávat (1992, Spektrum) - memoáry fotbalisty Karola Dobiaše
- Hvězdy na čtyřech kolech (1997, Automedia), spoluautorství publikace o největších osobnostech českého automobilového sportu
- Zákony fotbalové džungle (1998, Eminent) - o zákulisí českého fotbalu
- Coupe du Monde - Francie '98 (1998, ETC Publishing) - o mistrovství světa ve fotbale v roce 1998
- Z královské lóže do pankrácké cely (2001, Hart) - o osudu Františka Chvalovského

Pod pseudonymem Felix Boom
- Ježíš Kristus výtržník aneb Třetí zákon (2010, Brána) - román o návratu Ježíše Krista na Zemi v roce 2010 ve zcela civilní roli, realistický příběh má příměs fantasy a politického thrilleru.
- Zákony fotbalové džungle - Novela 2012 (2012, BLINKR) - přepracovaná verze knihy z roku 1998 o korupčních a manipulačních praktikách v českém fotbale.
- Kiosek na pláži (2011, BLINKR) - román o konfliktu svobody a totality, odehrávající se v letech 1948 až 1990 v Československu a ve Francii.
- Kuchařka osamělého muže (2013, BLINKR), netradiční kuchařka s výraznými komentáři mužského šovinistického typu s praktickými návody, recepty do 20 a 30 minut a recepty ve "volném stylu".
- Lepší svět (2013, BLINKR) - román ze současnosti s prvky thrilleru a fantasy.
- Internet jako nástroj výchovy ke zbabělosti (2014, BLINKR), podtitul Rebelské blogy - výběr blogů autora z let 2009 - 2014.
- Jesus Christ, a Rogue aka Third Testament (2015, BLINKR), anglická verze románu Ježíš Kristus výtržník aneb Třetí zákon, vydání v ČR, před vydáním v USA.
- Jak se rozvádět se ženami a přežít (2015, BLINKR), podtitul Aneb nekousejte do oslintaných rohlíků. Otevřená studie o kritických fázích partnerských vztahů.
- Plán umírání (2017, BLINKR) - společenský román ze současnosti, příběh obsahuje prvky detektivky, thrilleru, akce a fantasy, s existenciálním i milostným podtextem.
- Oči v srdci na dlani (2018, BLINKR) - básnická sbírka zaměřená na milostnou poezii ve volném verši. Byla inspirována poetikou básníka Aloise Marhoula, jenž byl jejím mentorem.
- Špatný princip státu (2019, BLINKR), podtitul Rozkradený ráj demokracie, kritická studie zaměřená zejména na moderní dějiny ČR od roku 1989 s akcentem na morálku politiků a celé občanské společnosti.
- Převrat za humny (2023, BLINKR), podtitul Fikce o vrtulníkovém převratu v Bělorusku. Příběh z krátké budoucnosti, v němž hrají významnou roli Češi.

### Převyprávěná díla J. Verna
- Robur Dobyvatel (2017, Omega).
- Claudius Bombarnak (2017, Omega).
- Tajuplný ostrov (2018, Omega).
- Bezejmenná rodina (2018, Omega)
- Plující ostrov (2018, Omega).
- Děti kapitána Granta (2018, Omega)
- Na vlnách Orinoka (2018, Omega, odcizený nehotový rukopis, zveřejněný nelegálním způsobem; v konečné jazykové úpravě a s hotovým poznámkovým aparátem z veřejněný ve Vydavatelství BLINKR s.r.o. 2023)